# Jang Hyun-soo
Jang Hyun-soo (en coreano: 장현수; Seúl, 28 de septiembre de 1991) es un futbolista surcoreano. Juega de defensa y su equipo es el Al-Gharafa S. C. de la Liga de fútbol de Catar.

## Selección nacional
Fue internacional con la selección de Corea del Sur y participó en la Copa Mundial de 2018. Ese mismo año reconoció haber falsificado documentos en 2017 para no realizar el servicio militar, por lo que la KFA optó por suspenderle de por vida.

### Participaciones en Copas del Mundo
| Mundial                     | Sede     | Resultado        | Partidos | Goles |
| --------------------------- | -------- | ---------------- | -------- | ----- |
| Copa Mundial Sub-20 de 2011 | Colombia | Octavos de final | 4        | 1     |
| Copa Mundial de 2018        | Rusia    | Primera fase     | 3        | 0     |

## Clubes
| Club                 | País           | Año       |
| -------------------- | -------------- | --------- |
| F. C. Tokyo          | Japón          | 2012-2013 |
| Guangzhou R&F        | China          | 2014-2017 |
| F. C. Tokyo          | Japón          | 2017-2019 |
| Al-Hilal Saudi F. C. | Arabia Saudita | 2019-2023 |
| Al-Gharafa S. C.     | Catar          | 2023-     |

## Palmarés

### Títulos nacionales
| Título                      | Club                 | País           | Año  |
| --------------------------- | -------------------- | -------------- | ---- |
| Liga Profesional Saudí      | Al-Hilal Saudi F. C. | Arabia Saudita | 2020 |
| Copa del Rey de Campeones   | Al-Hilal Saudi F. C. | Arabia Saudita | 2020 |
| Liga Profesional Saudí      | Al-Hilal Saudi F. C. | Arabia Saudita | 2021 |
| Supercopa de Arabia Saudita | Al-Hilal Saudi F. C. | Arabia Saudita | 2021 |
| Liga Profesional Saudí      | Al-Hilal Saudi F. C. | Arabia Saudita | 2022 |
| Copa del Rey de Campeones   | Al-Hilal Saudi F. C. | Arabia Saudita | 2023 |

### Títulos internacionales
| Título                      | Club                 | País           | Año  |
| --------------------------- | -------------------- | -------------- | ---- |
| Liga de Campeones de la AFC | Al-Hilal Saudi F. C. | Arabia Saudita | 2019 |
| Liga de Campeones de la AFC | Al-Hilal Saudi F. C. | Arabia Saudita | 2021 |

## Filmografía

### Apariciones en programas de televisión
| Año  | Título      | Notas          |
| ---- | ----------- | -------------- |
| 2016 | Running Man | episodio - 283 |